# Stegea salutalis
Stegea salutalis is een vlinder uit de familie van de grasmotten (Crambidae). De wetenschappelijke naam van de soort is voor het eerst gepubliceerd door George Duryea Hulst.

## Ondersoorten
- Stegea salutalis grisealis Munroe, 1972
- Stegea salutalis ochralis (Haimbach, 1908)
- Stegea salutalis riparialis Munroe, 1972

## Verspreiding
De soort komt voor in het westen van Canada en van de Verenigde Staten.